# مونا سوفی کوهن
مونا سوفی کوهن (انگلیسی: Mona-Sophie Kohn؛ زادهٔ ۲۲ سپتامبر ۱۹۹۵) بازیکن فوتبال اهل اتریش است.